# أملن
أملن هي قرية أمازيغية مغربية وجماعة قروية وسط غربي المغرب. تنتمي أملن لإقليم تيزنيت على الساحل الأطلسي. تضم هذه الجماعة القروية 4.276 نسمة (إحصاء 2004).